# Ја сам легенда (филм)
Ја сам легенда (енгл. I Am Legend) амерички је пост-апокалиптични акциони трилер филм из 2007. године у режији Франсиса Лоренса. Сценарио потписују Марк Протосевич и Акива Голдсман на основу истоименог романа Ричарда Метисона, док су продуценти филма Голдсман, Џејмс Ласитер, Дејвид Хејман и Нил Х. Мориц. Филмску музику је компоновао Џејмс Њутон Хауард. Прича прати вирусолога Роберта Невила који покушава да створи лек за вирус који претвара људе у мутанте и у међувремену се одупире нападима тих истих мутаната.
Насловну улогу тумачи Вил Смит као вирусолог Роберт Невил, док су у споредним улогама Алис Брага и Деш Михок. Филм је реализован 14. децембра 2007. године у Сједињеним Државама и Канади, зарадивши преко 585 милиона долара широм света, што га је учинило седмим најуспешнијим филмом из те године. Филм је добио углавном позитивне критике, а посебно је хваљена Смитова глума. У филму су критиковане разлике у односу на роман, нарочито крај.

## Радња
Након биолошког рата, Роберт Невил, последњи је здрав човек на Земљи, али није сам. „Зовем се Роберт Невил. Ја сам преживео и живим у Њујорку. Ако има још некога, било кога. Молим вас. Нисте сами.” Он је бриљантни научник, али ни он није могао да заустави страшан незаустављиви, неизлечиви вирус који су направили људи. Необјашњиво имун на њега, Невил је посљедњи преживели човек у разрушеном Њујорку, а можда и на целом свету. Већ три године, Невил свакодневно шаље радио-поруке, очајнички покушавајући да пронађе остале преживеле. Али није сам. Мутиране жртве пошасти, заражени, вребају из сенки, проматрајући сваки његов покрет, чекајући да направи кобну грешку. Невила, можда још једину и највећу наду за спас човечанства, покреће само једна последња мисија: пронаћи начин да поништи вирус помоћу властите имуне крви. Али зна да је бројчано надјачан и да му брзо понестаје времена. 

## Улоге
| Глумац         | Улога                      |
| -------------- | -------------------------- |
| Вил Смит       | др Роберт Невил            |
| Алис Брага     | Ана Монтез                 |
| Чарли Тахан    | Итан                       |
| Деш Михок      | мутанстски алфа мужјак     |
| Ема Томпсон    | др Алис Крипин             |
| Сали Ричардсон | Зои Невил, Робертова жена  |
| Вилоу Смит     | Марли Невил, Робертова кћи |